# Педру VI (маніконго)
Педру VI (порт. Pedro VI) або Мвемба-а-Вузі (кон. Mvemba a Vuzi) або Елело (кон. Elelo; пом. 1891) — п'ятдесят третій маніконго центральноафриканського королівства Конго.

## Біографія
Педру був сином сестри, тобто, племінником Енріке II. Після смерті останнього новим маніконго було обрано його сина, Алвару XIII, втім Педру заявив про свої права на престол. Він звернувся по допомогу до португальців, які раніше окупували частину територій королівства. За сприяння Португалії Педру вдалось захопити столицю й усунути Алвару від влади.
Отримавши владу, Педру почав працювати над зміцненням своїх позицій. Зокрема він використовував присутність португальських священників, щоб приймати своїх послідовників у члени ордену Хреста. Також Педру вдалось відбудувати столицю, місто Сан-Сальвадор.
Педру зумів реформувати економіку країни, передусім завдяки налагодженню торгівлі арахісом, слоновою кісткою тощо як з португальською колонією Ангола з центром у Луанді, так і з англійськими, французькими та голландськими купцями, які базувались у Бома на річці Конго. Задля цього маніконго довелось здолати опір дрібних місцевих володарів, долучивши їх до лав лицарства ордену Христа.
Однак нові торгові зв'язки, що допомогли Педру досягти фінансової стабільності, вартували певних проблем. Трансформація конголезької економіки, так само, як і економіки інших країн Центральної Африки, відбувалась в умовах торгової революції, що часто ставила місцевих правителів на могутні ролі. Педру постав перед викликами з боку Гарсії Бвака Мату, який також перетворив своє володіння, Макута, що на схід від Сан-Сальвадора, на один з найбільших торгово-економічних центрів у регіоні. Він контролював основні торгові шляхи й часто відмовляв Педру в доступі до головних ринків. Таке суперництво тривало до самої смерті Бвака Мату 1881 року.
1888 року королівство Конго офіційно стало васальною державою Португалії. Попри те, що Педру склав васальну присягу португальському монарху, португальські війська залишили його володіння, залишивши лише гарнізон у Сан-Сальвадорі. Таким чином Педру VI залишився повновладним правителем у своїх володіннях.
Після смерті Педру в лютому 1891 року трон успадкував його син Алвару XIV.